# Vicente Santiago Masarnáu Fernández
Vicente Santiago Masarnáu Fernández (Portugalete, 1803 - Madrid, 21 de desembre de 1879) fou un farmacèutic i químic espanyol, acadèmic fundador de la Reial Acadèmia de Ciències Exactes, Físiques i Naturals i de la Reial Acadèmia Nacional de Medicina.

## Biografia
Els seus pares treballaven al Palau Reial de Madrid, i ell es doctorà en ciències i farmàcia a la Universitat Central de Madrid, on el 1830 va obtenir la càtedra de química a la facultat de Farmàcia i més endavant la de química orgànica a la Facultat de Química. Durant els primers anys del regnat d'Isabel II d'Espanya fou nomenat conseller reial i Inspector General d'Instrucció Pública. Alhora, es preocupà per l'anàlisi de les aigües minerals i dels minerals procedents de jaciments naturals. En 1847 fou un dels acadèmics fundadors de la Reial Acadèmia de Ciències Exactes, Físiques i Naturals proposat per la reina Isabel II, i de la que en serà tresorer. En 1861 fou nomenat acadèmic fundador de la Reial Acadèmia Nacional de Medicina.